# جيم ميسينا
جيم ميسينا (بالإنجليزية: Jim Messina) (و. 1969  م) هو سياسي أمريكي، ولد في دنفر، هو عضوٌ في الحزب الديمقراطي الأمريكي.